# Nomos Glashütte
Nomos Glashütte est une entreprise horlogère allemande. Créée en 1990, la société produit et commercialise des montres-bracelet mécaniques à remontage manuel ou dotées d’un calibre automatique (depuis 2005). Sa manufacture est située à Glashütte dans le Land de la Saxe. 

## Histoire

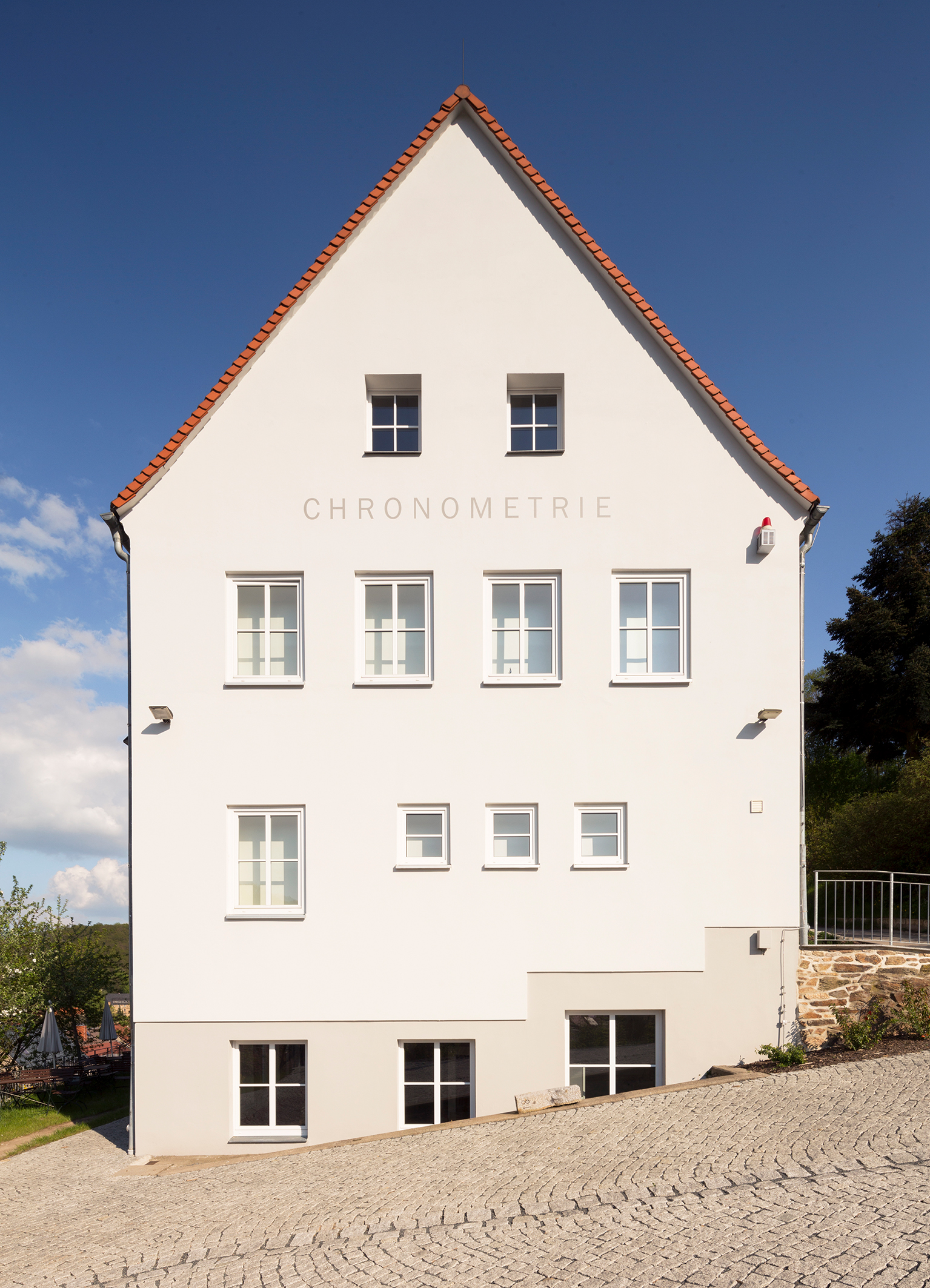
La « Chronométrie » d’Erbenhang, sur les hauteurs de Glashütte

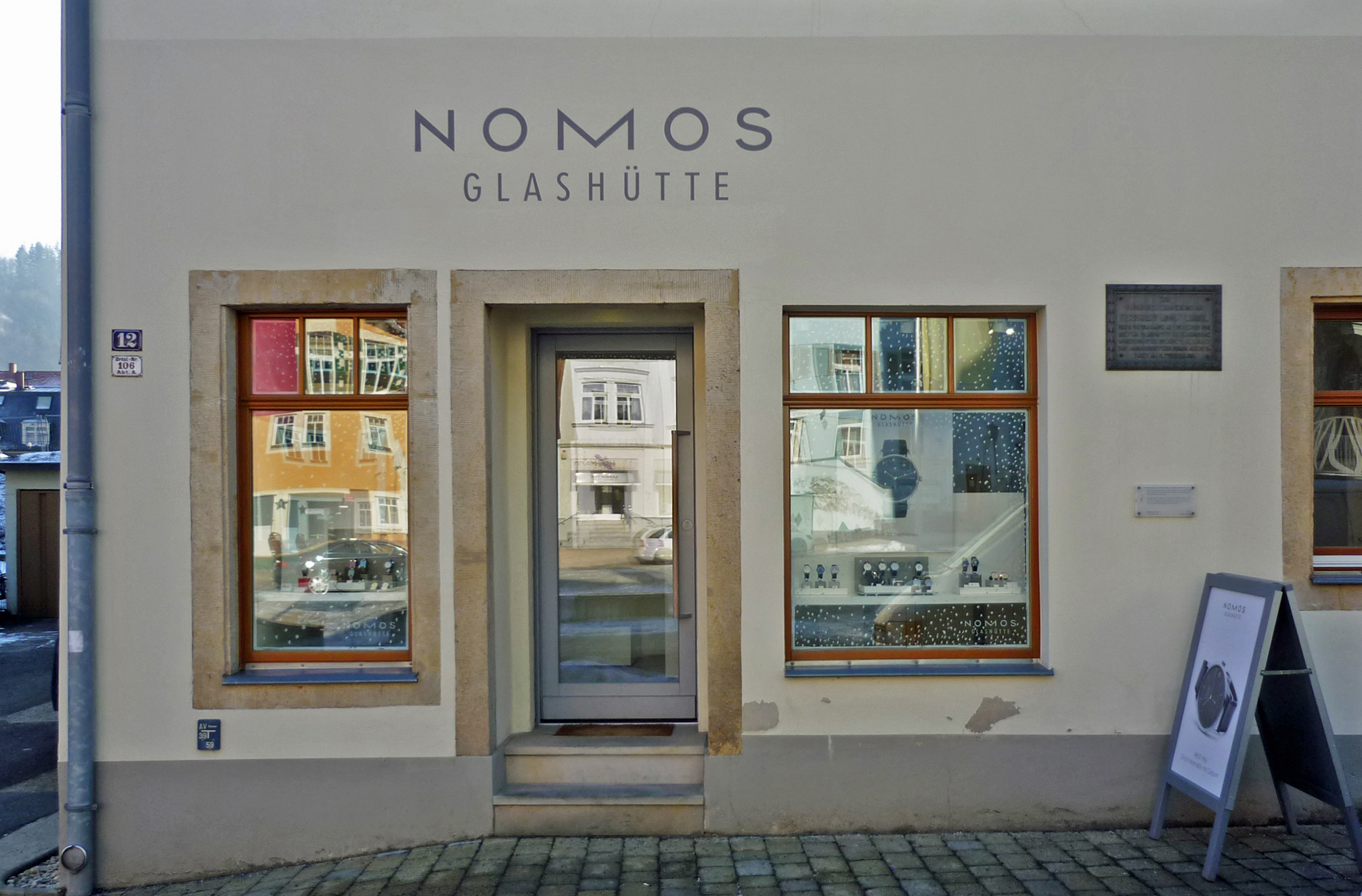
La boutique de Glashütte, dans le bâtiment qui vit naître A. Lange & Söhne

L’entreprise est fondée en 1990, lorsque Roland Schwertner, informaticien et photographe originaire de Düsseldorf, dépose la marque NOMOS Glashütte/SA. Chargé des ventes, le fondateur forme l’équipe de direction en réunissant à ses côtés Uwe Ahrendt, associé-gérant et responsable de la production à Glashütte, et Judith Borowski, copropriétaire chargée du développement de la marque et du design.
Nomos Glashütte fait ses débuts sur le marché en 1992 avec quatre modèles fondateurs : Tangente, Orion, Ludwig et Tetra.
En 2005, Nomos Glashütte donne naissance à son premier calibre automatique produit en interne et l’entreprise devient ainsi une manufacture. Depuis lors, tous ses mouvements sont conçus et assemblés dans ses ateliers.
La manufacture de l’entreprise horlogère est basée à Glashütte, en Saxe. En tant que berceau de l’horlogerie allemande, la ville de Glashütte possède une appellation d'origine protégée par la loi, de sorte qu’une montre ne peut être « certifiée Glashütte » que si son fabricant génère au moins 50 % de la valeur du calibre dans la localité. Un chiffre qui atteint 95 % chez Nomos Glashütte.
Nomos Glashütte possède trois sites à Glashütte. L'administration est située dans l'ancien bâtiment principal de la gare de Glashütte, tandis que la majorité des horlogers de l’entreprise travaillent dans l’unité de chronométrie, domiciliée rue d’Erbenhang, sur les hauteurs de Glashütte. En septembre 2017, une nouvelle unité de production a vu le jour dans le district voisin de Schlottwitz.
Nomos Glashütte est membre du Deutscher Werkbund, une association fondée en 1907 par des artistes précurseurs du mouvement Bauhaus. Le Deutscher Werkbund promeut les intérêts d’entreprises qui combinent travail manuel et production industrielle, design et fonctionnalité.

## Principaux modèles
Les quatre modèles icôniques Tangente, Ludwig, Tetra et Orion sont suivis par les modèles Tangomat (2005), Club (2007), Zürich (2009) ainsi que Ahoi (2013), Metro (2014), Minimatik (2015) et Autobahn (2018) qui viennent successivement garnir ses rangs. S’ajoutent à cela Lambda et Lux, deux modèles de haute horlogerie en or lancés en 2013.

## Calibres

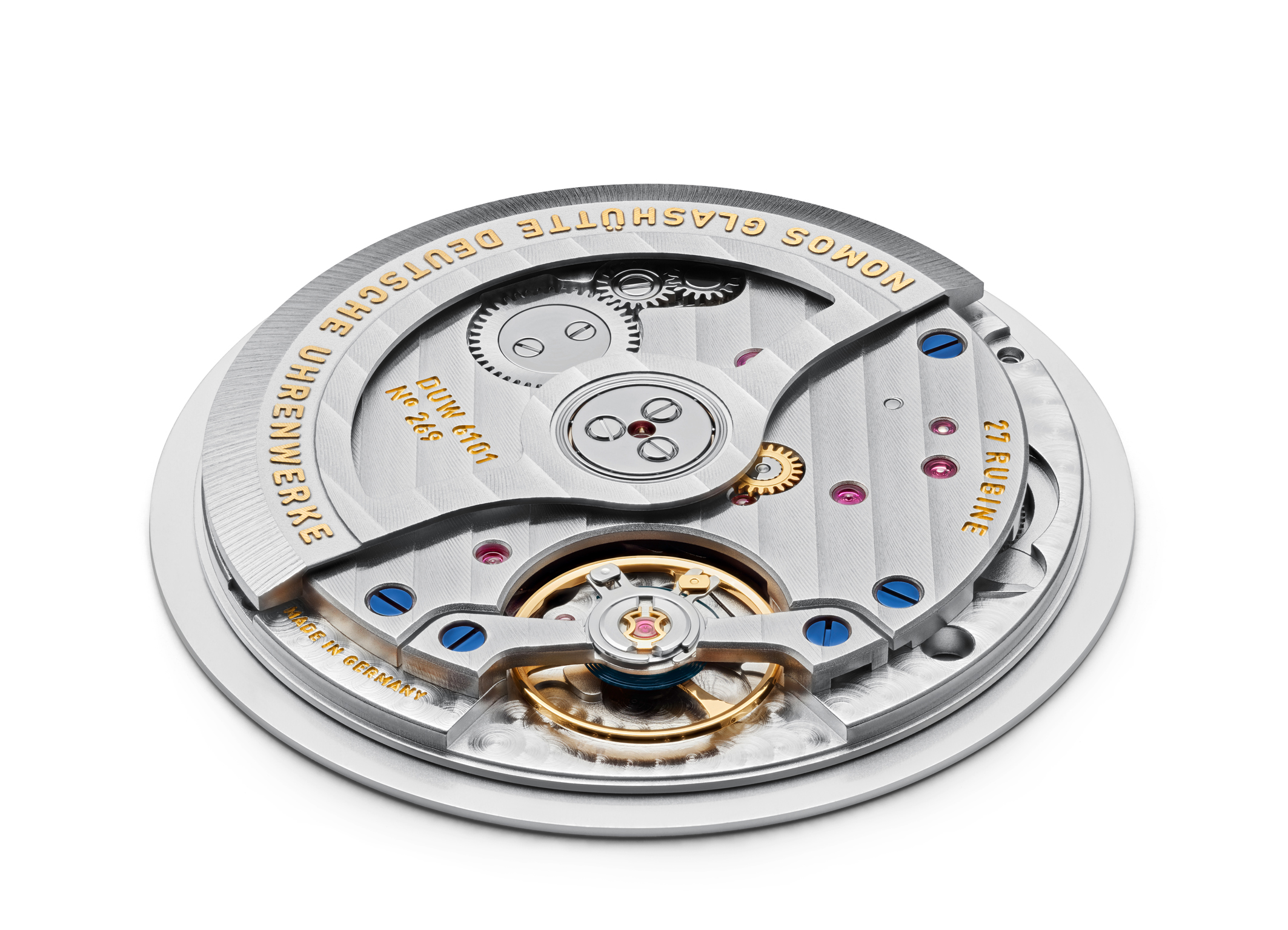
Calibre automatique NOMOS neomatik date (DUW 6101)

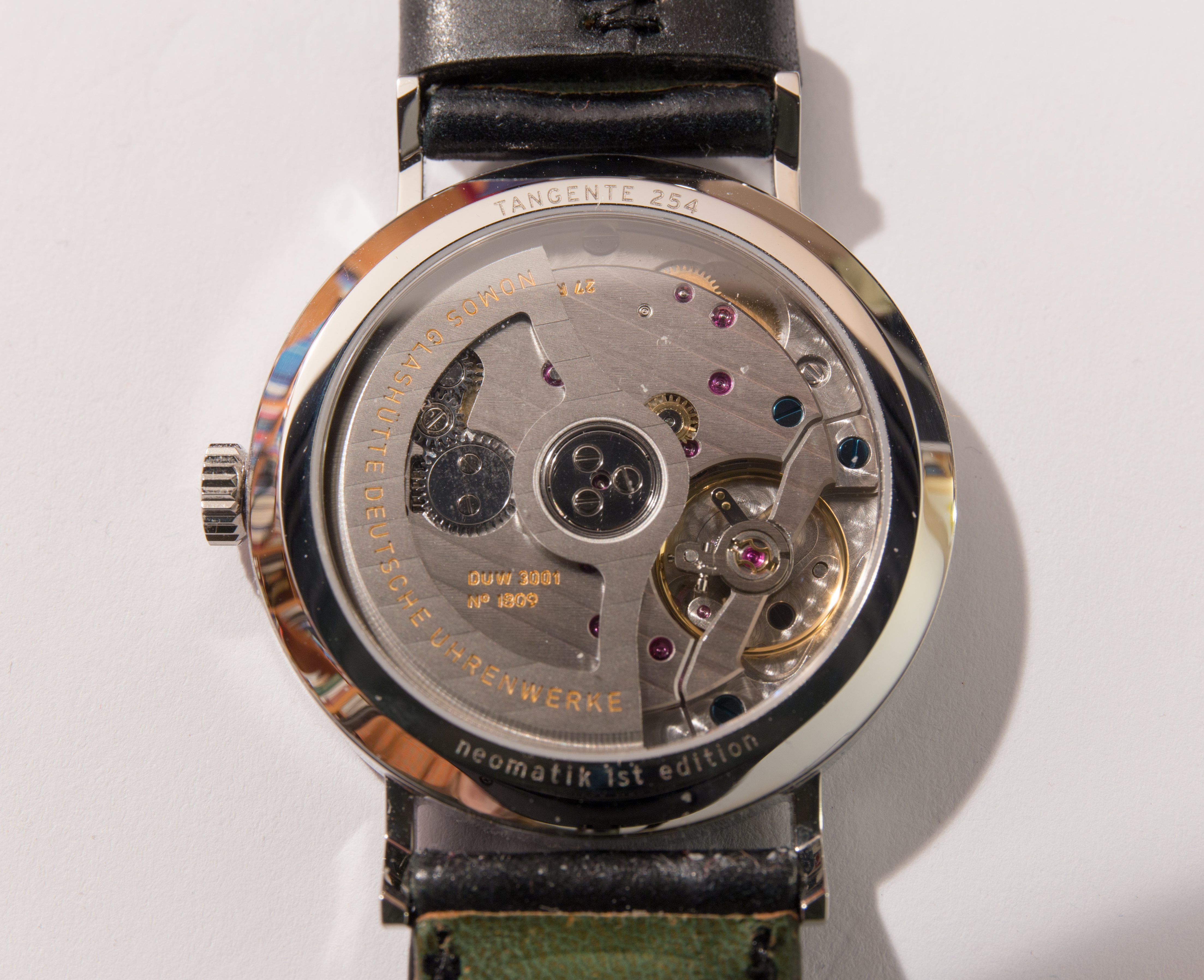
Calibre automatique NOMOS neomatik (DUW 3001)

Depuis avril 2005, Nomos Glashütte n'utilise que ses propres mouvements, dont les composants proviennent presque entièrement de sa manufacture. En 2014, la firme crée le « NOMOS-Swing-System », un échappement conçu en interne, qui équipe depuis lors successivement ses calibres. Elle acquiert ainsi une complète indépendance technologique et rebaptise à cette occasion ses mouvements sous le nom de Deutsche Uhrenwerke (abrégé en « DUW »).
Dernier né des calibres Nomos, le DUW 6101 a été lancé en 2018. Il porte le nom de « neomatik date ». L’entreprise horlogère a forgé le terme « neomatik » pour désigner les mouvements automatiques particulièrement fins sortis de ses ateliers, parmi lesquels on compte aussi le DUW 3001, produit à partir de 2015. 
Vue d’ensemble des calibres à remontage manuel :
- Alpha (mouvement à remontage manuel)
- DUW 1001 (mouvement à remontage manuel avec une réserve de marche de 84 heures)
- DUW 2002 (calibre de forme à remontage manuel avec une réserve de marche de 84 heures)
- DUW 4101 (mouvement à remontage manuel avec affichage de date, doté du NOMOS-Swing-System)
- DUW 4301 (mouvement à remontage manuel avec affichage de la réserve de marche, doté du NOMOS-Swing-System)
- DUW 4401 (mouvement à remontage manuel avec affichage de la date et de la réserve de marche, doté du NOMOS-Swing-System)

Vue d’ensemble des calibres à remontage automatique :
- Epsilon (calibre automatique)
- Zeta (calibre automatique avec affichage de date)
- DUW 5001 (calibre automatique doté du NOMOS-Swing-System)
- DUW 5101 (calibre automatique avec affichage de date et doté du NOMOS-Swing-System)
- DUW 5201 (calibre automatique avec mécanisme d’heure internationale et doté du NOMOS-Swing-System)
- DUW 3001 (calibre automatique neomatik d’une hauteur de 3,2 millimètres et doté du NOMOS-Swing-System)
- DUW 6101 (calibre automatique neomatik avec affichage de date, d’une hauteur de 3,6 millimètres et doté du NOMOS-Swing-System)[4]

Nomos Glashütte détient plusieurs brevets sur ses calibres : pour le mécanisme de date interne, l'indicateur de réserve de marche et l'échappement « NOMOS-Swing-System ».
Les mouvements de Nomos Glashütte présentent une platine trois-quarts plaquée rhodium. Leurs finitions bénéficient du nervurage de Glashütte et du perlage Nomos. Autres particularités : le mécanisme stop-seconde, le réglage fin en six positions, l’arrêtage Nomos typique de Glashütte, les vis bleuies à haute température, le soleillage sur le rochet et la roue de couronne. Autres caractéristiques des mouvements DUW 1001 et 2002 : le col de cygne à réglage fin, le coq gravé à la main, les chatons vissés en or, la réserve de marche de 84 heures, le double ressort de barillet, le balancier à vis.

## Divers
De 1906 à 1910 exista une Nomos-Uhr-Gesellschaft, Guido Müller & Co, qui importait des montres suisses et les distribuait ensuite en y ajoutant la mention prestigieuse (et rentable) « Glashütte/Saxe ». La société A. Lange & Söhne fit cesser cette pratique commerciale devant les tribunaux, ce qui contraignit la société Nomos à cesser ses activités en 1910. Mais la Nomos-Uhr-Gesellschaft et Nomos Glashütte/SA n'ont rien d’autre en commun que le nom de Nomos.

## Bibliographie

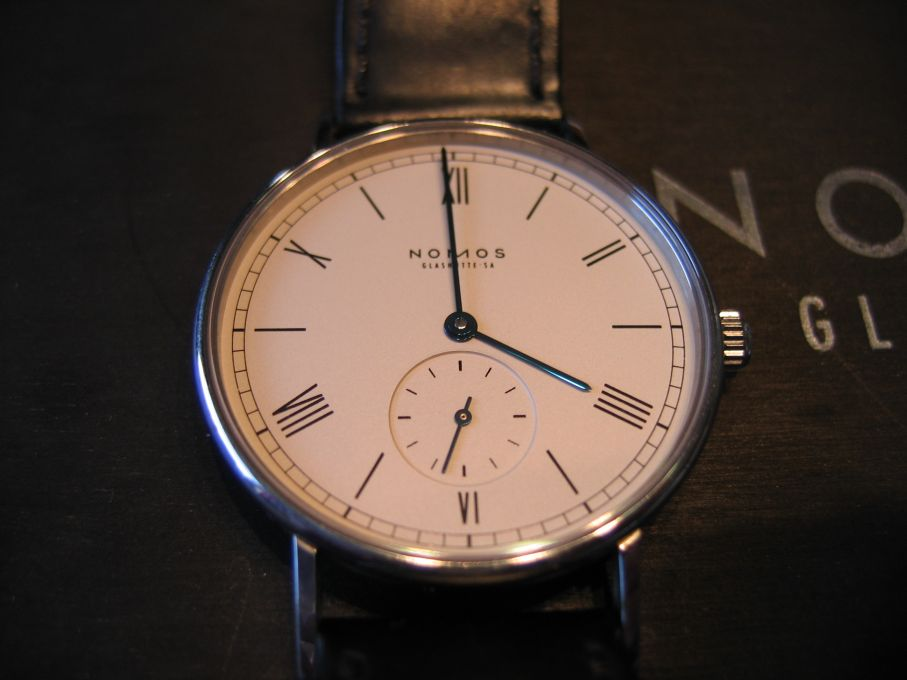
Nomos Glashütte, modèle Ludwig.
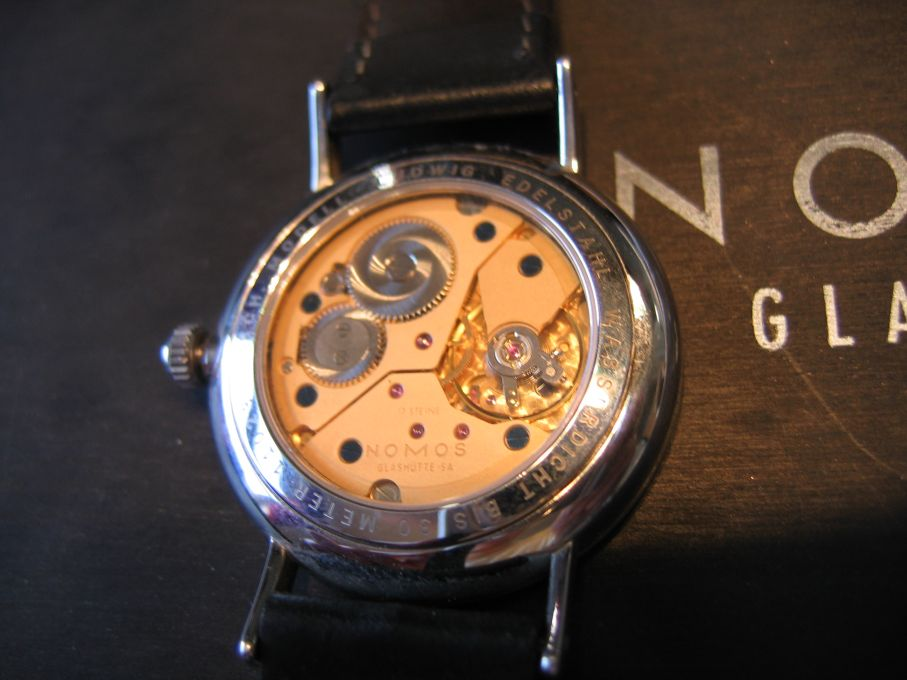
Nomos Glashütte, modèle Ludwig (dos).
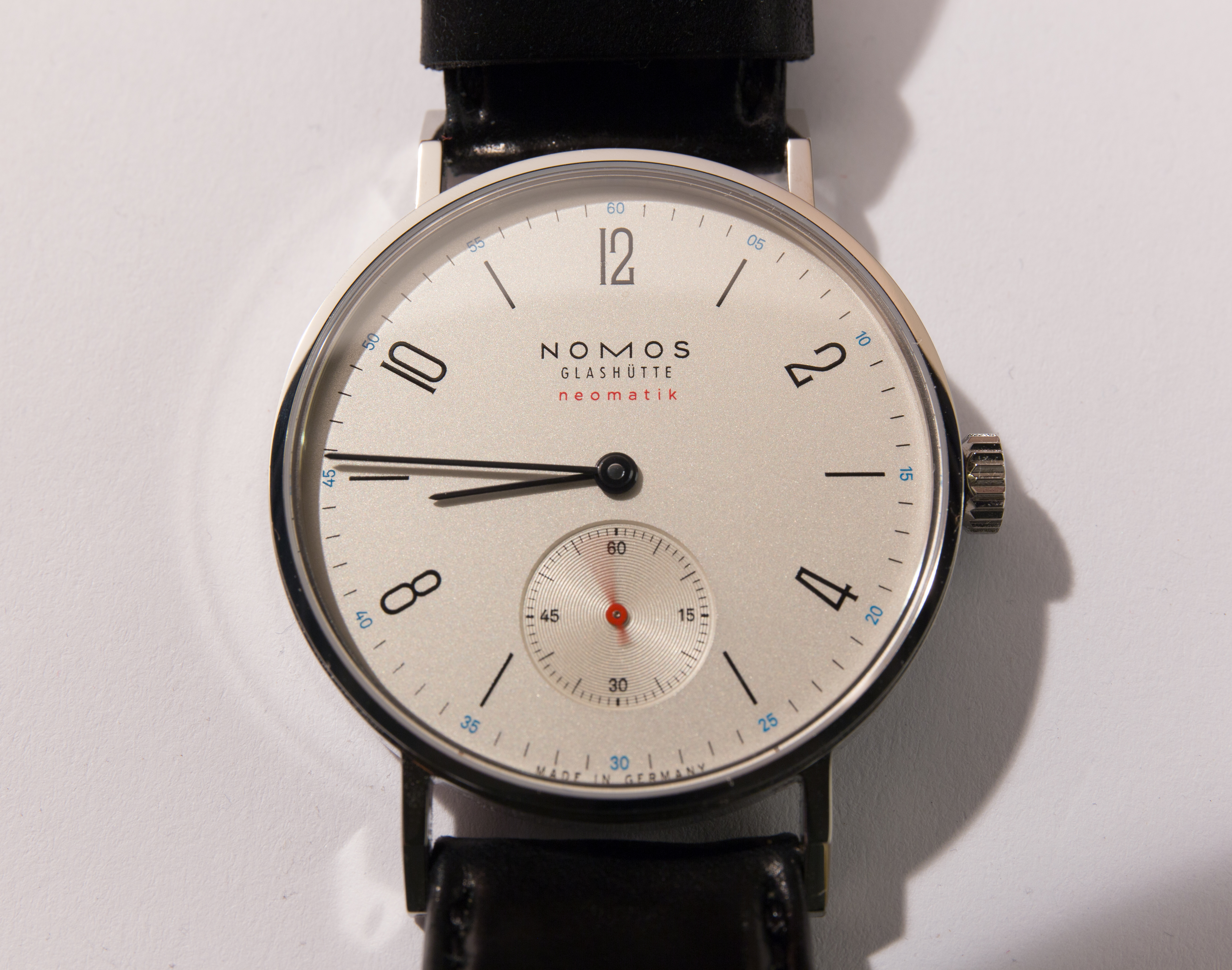
Nomos Glashütte, modèle Tangente neomatik.